# Archive of Folk & Jazz Music
Archive of Folk & Jazz Music was een Amerikaans platenlabel uit de jaren zestig en zeventig, dat voornamelijk jazz, blues en folk-muziek uitbracht. Het label werd in 1965 opgericht onder de naam "Archive of Folk Music" en was een sublabel van het label Everest Records. De eerste plaat van het label was een album van Pete Seeger ("Pete Seeger", 1965), het laatste album was (mogelijk) van Sir Monti Rock III ("A piece of the Rock", 1981).
Musici en groepen die op het label uitkwamen waren onder meer: Leadbelly, Woody Guthrie, Cisco Houston, Sonny Terry, Django Reinhardt, Big Bill Broonzy, Charlie Parker, Memphis Slim, Otis Span, Champion Jack Dupree, Big Joe Williams, Charlie Christian, Sonny Rollins, Duke Ellington, John Lee Hooker, George Shearing, Benny Carter, Muggsy Spanier, Eric Dolphy, Roy Eldridge, Charles Mingus, Dizzy Gillespie, Lightnin' Hopkins, Ray Charles, Erroll Garner, Earl Hines, Artie Shaw, Sarah Vaughan, Coleman Hawkins, Louis Armstrong, Buddy Rich, Cannonball Adderley, Teddy Wilson, Billie Holiday, Jelly Roll Morton, Meade Lux Lewis, Mildred Bailey, Benny Goodman, Fats Domino, Woody Herman, Miles Davis, Yusef Lateef, LesterYoung, Cozy Cole, Nat King Cole, Jerry Lee Lewis, Stéphane Grappelli, Bix Beiderbecke en Chuck Berry.